# メガ・ファーマ
メガ・ファーマとは、「大規模な製薬会社」を表す言葉である。明確な基準は存在しないものの、一般的に売上高が数百億ドル規模の企業を指す。
以下のリストには、大規模な製薬グループが現在所有している、あるいはその一部であるバイオテクノロジー企業は含まれていない。

## ランキング[2]
| 順位 | 企業名（国籍）                                    | 売上高（億ドル） | 売上高（億円） |
| ---- | ------------------------------------------------- | ---------------- | -------------- |
| 1    | ロシュ（ スイス）                                 | 624.06           | 66,488         |
| 2    | ノバルティス（ スイス）                           | 486.59           | 52,065         |
| 3    | メルク（ アメリカ合衆国）                         | 479.94           | 51,354         |
| 4    | アッヴィ（ アメリカ合衆国）                       | 458.04           | 49,010         |
| 5    | ジョンソン＆ジョンソン（ アメリカ合衆国）         | 455.72           | 48,762         |
| 6    | グラクソ・スミスクライン（ イギリス）             | 440.59           | 47,143         |
| 7    | ブリストル・マイヤーズスクイブ（ アメリカ合衆国） | 440.59           | 45,494         |
| 8    | ファイザー（ アメリカ合衆国）                     | 419.08           | 44,842         |
| 9    | サノフィ（ フランス）                             | 410.87           | 43,970         |
| 10   | 武田薬品工業（ 日本）                             | 287.80           | 31,978         |
| 11   | アストラゼネカ（ イギリス）                       | 266.17           | 28,480         |
| 12   | アムジェン（ アメリカ合衆国）                     | 254.24           | 27,204         |
| 13   | ギリアド・サイエンシズ（ アメリカ合衆国）         | 246.89           | 26,417         |
| 14   | イーライリリー（ アメリカ合衆国）                 | 245.40           | 26,258         |
| 15   | ベーリンガー・インゲルハイム（ ドイツ）           | 223.05           | 23,871         |